# Vanessa Mai
Vanessa Mai, all'anagrafe Vanessa Marija Else Mandekić e dopo il matrimonio Vanessa Marija Else Ferber, (Aspach, 2 maggio 1992) è una cantante e personaggio televisivo tedesca, dal 2012 al 2015 membro della band Wolkenfrei; dopo lo scioglimento della band ha intrapreso la carriera da solista, scegliendo lo pseudonimo "Mai" in riferimento al suo mese di nascita.
Da gennaio a maggio 2016, Vanessa Mai è stata giudice della tredicesima stagione di Deutschland come den Superstar, la versione tedesca di Pop Idol e American Idol.

## Discografia

### Album in studio

#### Con gli Wolkenfrei
- Endlos verliebt (2014)
- Wachgeküsst (2015)

#### Da solista
- Für Dich (2016)
- Regenbogen (2017)
- Schlager (2017)
- Hast Du Jemals-feat Xavier Naidoo (2019)

## Riconoscimenti
- 2016 – Echo nella categoria Schlager per Wachgeküsst
- 2017 – Die Eins der Besten nella categoria Shooting-Star des Jahres